# Willa Goldeneye

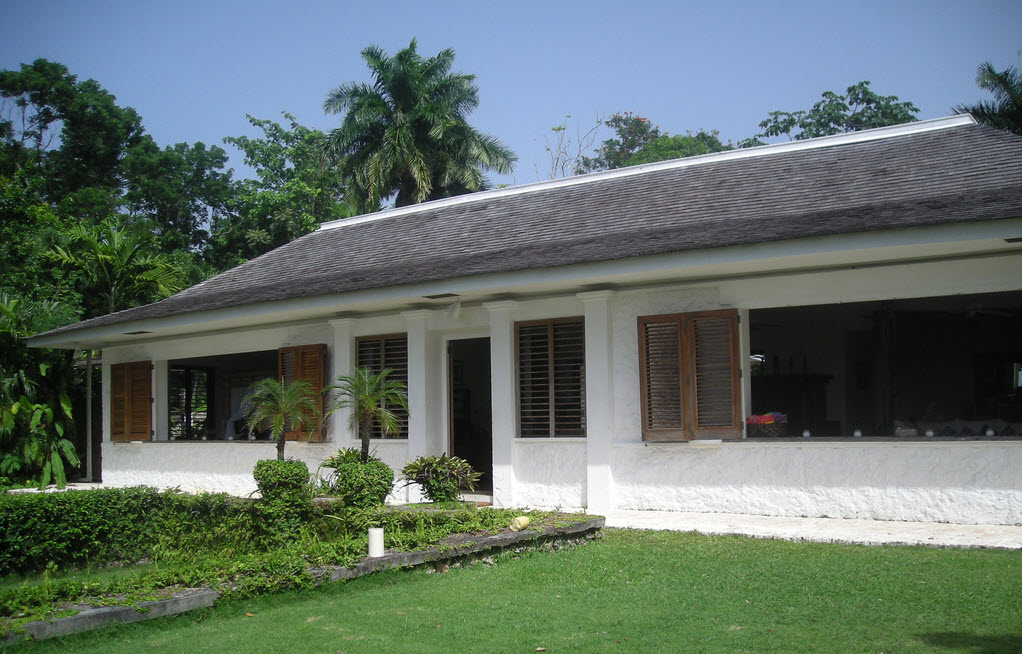
Willa Goldeneye

Willa Goldeneye – posiadłość w miejscowości Oracabessa na północnym wybrzeżu Jamajki, której pierwszym właścicielem był brytyjski pisarz Ian Fleming. Zbudowana na działce kupionej przez pisarza w 1946 roku położonej na klifie powyżej prywatnej plaży. W lutym 1952, w posiadłości Fleming stworzył postać Jamesa Bonda , rozpoczynając pracę nad Casino Royale: pierwszą powieścią z cyklu o Bondzie. W tym samym miejscu napisał także kolejne 12 powieści o agencie .
Po śmierci pisarza posiadłość wraz z willą została sprzedana Bobowi Marleyowi, a rok później Chrisowi Blackwellowi, właścicielowi wytwórni płytowej Island Records . Blackwell stopniowo skupował przylegające działki rozbudowując posesje do 1 600 hektarów i na początku lat 80. otworzył hotel aktualnie działający jako Goldeneye Hotel and Resort.
W 1983 roku podczas pobytu na wakacjach Sting napisał tutaj balladę rockową Every Breath You Take .